# الک بریگز
الک بریگز (انگلیسی: Alec Briggs؛ زادهٔ ۲۱ ژوئن ۱۹۳۹) بازیکن فوتبال اهل بریتانیا است.
از باشگاه‌هایی که در آن بازی کرده‌است می‌توان به باشگاه فوتبال بریستول سیتی اشاره کرد.